# André Marie Constant Duméril
Pour les articles homonymes, voir Duméril.
André Marie Constant Duméril, né le 1er janvier 1774 à Amiens (Somme) et mort le 14 août 1860 à Paris, est un zoologiste français.

## Biographie

### Un enseignant de médecine
Il devient rapidement médecin et est nommé, en 1793, prévôt d'anatomie à l'École de médecine de Rouen. En 1800, il s'installe à Paris et collabore à la rédaction des Leçons d'anatomie comparée de Georges Cuvier (1769-1832).
Il remplace ce dernier à l'École centrale du Panthéon et a pour collègue Alexandre Brongniart (1770-1847). En 1801, il est nommé chef des travaux anatomiques et donne des cours à l'École de médecine de Paris. Il obtient en 1801, à la Faculté, la chaire d'anatomie, qu'il échange plus tard contre celles de physiologie et de pathologie.
Sous la Restauration, il est élu membre de l'Académie des sciences en 1816 et succède, dès 1803, à Lacépède (1756-1825) à la chaire d'herpétologie et d'ichtyologie au Muséum national d'histoire naturelle, occupé par ses fonctions politiques. Mais Duméril ne recevra officiellement cette chaire qu'en 1825, après la mort de Lacépède. Il remplit ses diverses fonctions avec zèle presque jusqu'à la fin de sa longue vie. Il est nommé membre de l'Académie de médecine dès la fondation de cette dernière.

### Un zoologue
Il publie en 1804 un Traité élémentaire d'Histoire naturelle (1804).
Il fait paraître en 1806 sa Zoologie analytique, qui couvre l'ensemble du règne animal et qui montre les relations entre les genres, mais ne mentionne pas les espèces.
En 1832, Gabriel Bibron (1805-1848), qui devient son assistant, est chargé de la description des espèces tandis que Nicolaus Michael Oppel (1782-1820) l'assiste dans les travaux de systématique supérieure au genre. Après la mort prématurée de Bibron, c'est son fils, Auguste Duméril (1812-1870), qui le remplace.
Mais la mort de Bibron empêche, durant dix ans, la publication de ses nouveaux travaux. En 1851, le père et le fils Duméril signent le Catalogue méthodique de la collection des reptiles (bien que son fils en soit, semble-t-il, le véritable auteur) et en 1853, le père seul, Prodrome de la classification des reptiles ophidiens. Ce dernier ouvrage propose une classification de tous les serpents en sept volumes.
C'est Duméril qui, découvrant une caisse de poissons dans le grenier de la maison de Buffon (1707-1788), décrit enfin ces espèces qui avaient été recueillies par Philibert Commerson (1727-1773) près de 70 ans plus tôt.
Il fait paraître une œuvre très importante, l’Erpétologie générale ou Histoire naturelle complète des reptiles (neuf volumes, 1834-1854). 1 393 espèces sont décrites dans le détail et leur anatomie, physiologie et bibliographie sont précisées. Cependant, Duméril maintient les amphibiens parmi les reptiles, malgré les travaux d'Alexandre Brongniart (1770-1847) ou de Pierre André Latreille (1762-1833) ou les découvertes anatomiques de Karl Ernst von Baer (1792-1876) ou de Johannes Peter Müller (1801-1858).
Il s'intéresse toute sa vie aux Insectes et publie plusieurs mémoires à leur sujet. Son principal ouvrage entomologique est intitulé Entomologie analytique (1860, deux volumes).
Avec son fils Auguste Duméril (1812-1870), également zoologiste, il crée le premier vivarium pour reptiles du Jardin des plantes. Duméril a toujours accordé une place importante à l'observation du comportement des animaux qui permet d'améliorer la taxinomie.
À partir de 1853, il prépare la succession de son fils, avant de se retirer complètement en 1857.

## Publications
- C. Duméril & G. Bibron, Erpétologie générale ou Histoire naturelle complète des reptiles, 1834, Librairie encyclopédique de Roret, Paris[1]
- A.M. Constant Duméril, Zoologie analytique, ou Méthode naturelle de classification des Animaux, rendue plus facile à l'aide de tableaux synoptiques, Imprimerie de H.L. Perronneau, Allais libraire, Paris, 1806. [lire en ligne]
- Constant Duméril, Entomologie analytique, dans Mémoires de l'Académie des sciences de l'Institut de France, 1860, Gauthier-Villars, Paris, tome 31, 1379 p. (lire en ligne)

## Décorations et hommages
- Il fut membre de l'Académie des sciences, des lettres et des arts d'Amiens.
- Il est élevé au grade de commandeur de la Légion d'honneur deux mois avant sa mort.
- En 1865, la rue du Marché-aux-Chevaux, près du Jardin des plantes de Paris, est renommée rue Duméril.
- Une rue du centre-ville d'Amiens porte le nom de rue Duméril.

## Iconographie
- 1822 : portrait gravé par Julien Léopold Boilly (1786-1874) ;
- 1825 : portrait gravé par Ambroise Tardieu (1788-1841) ;
- 1837 : André Marie Constant Duméril, buste par Jean-François Legendre-Héral, conservé au Muséum national d'histoire naturelle à Paris ;
- 1860 : portrait, gravure dans le journal l'Illustration ;
- Portrait, huile sur toile par Giuseppe Devers (1823-1882).